# Contributing Property

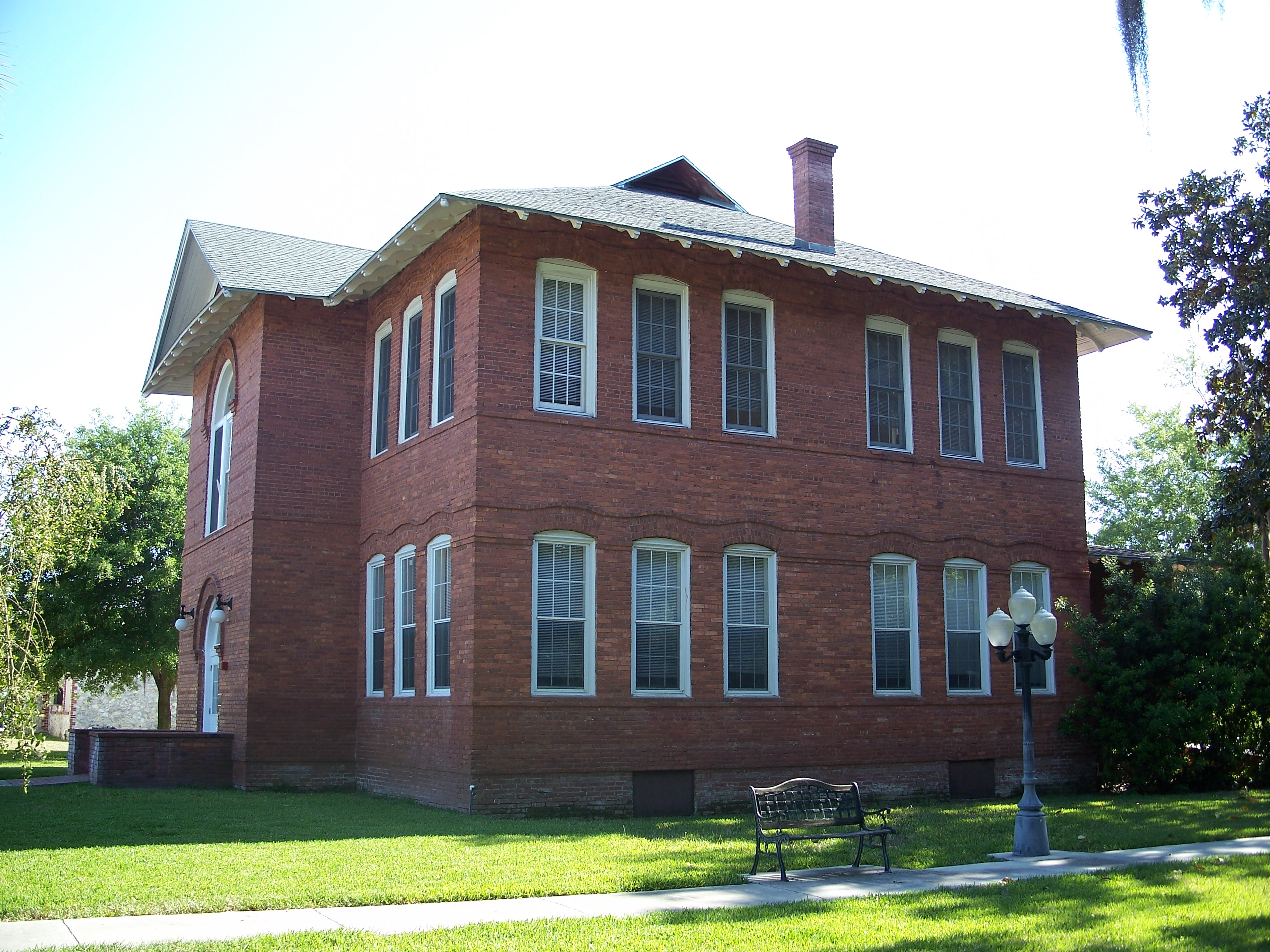
Das Little Red Schoolhouse ist Contributing Property des Newberry Historic Districts in Newberry.

Contributing Property ist ein Rechtsbegriff im Gesetz der Vereinigten Staaten, das die Einrichtung eines Historic Districts regelt. Contributing, also beitragend, ist dabei ein Gebäude, Bauwerk, Objekt oder eine Stätte, die zur historischen Integrität oder architektonischen Qualität eines historischen Bezirks beiträgt und ihn damit bundesstaatlich oder national signifikant macht. Regierungsbehörden auf bundesstaatlicher, nationaler oder lokaler Ebene verwenden dabei unterschiedliche Definitionen dessen, was ein Contributing Property ausmacht, aber es gibt gemeinsame Merkmale. Durch örtliche Vorschriften werden häufig Änderungen beschränkt, die an so eingestuftem Eigentum innerhalb historischer Bezirke gemacht werden dürfen. Die erste örtliche Satzung, die auf diese Weise Veränderung von Eigentum regelte, wurde 1931 in Charleston, South Carolina erlassen.
Eigentum innerhalb der Grenzen eines historischen Bezirks entspricht einem von zwei Typen: contributing oder non-contributing. Ist das Eigentum contributing, trägt es dazu bei, einen historischen Bezirk historisch zu machen, beispielsweise ein Landsitz aus dem 19. Jahrhundert, eine moderne Tankstelle etwa tut dies nicht. Das beitragende Eigentum ist damit der Schlüssel für das Verständnis eines Gebietes als historisch, für seine historische oder archäologische Qualität. Wenn das Eigentum wesentlich verändert wird – durch Umbau oder Erneuerung – kann sich der Status von beitragend auf nicht beitragend ändern oder umgekehrt.

## Geschichte
Nach den Angaben des National Park Service wurde die erste Anwendung eines Gesetzes, das die Nutzung von beitragendem Eigentum in einem historischen Distrikt 1931 durch eine Satzung in der Stadt Charleston in South Carolina erlassen. Diese Satzung legte fest, dass Gebäude innerhalb des Distrikts in ihren architektonischen Merkmalen nicht verändert werden durften, falls diese Änderungen von der Straße aus sichtbar sein würden. Bis zur Mitte der 1930er Jahre folgten andere Städte in den Vereinigten Staaten dem Vorbild von Charleston. Eine Verfassungsänderung im Bundesstaat Louisiana führte 1937 zur Schaffung der Vieux Carre Commission, die mit dem Schutz und der Erhaltung des French Quarters in der Stadt New Orleans beauftragt wurde. Die Stadt verabschiedete dann Satzungen, durch die Standards für bauliche Veränderungen in dem Stadtviertel festgelegt wurden. (In anderen Quellen, etwa der Columbia Law Review von 1963, werden andere Jahreszahlen für die ersten Denkmalschutzsatzungen genannt, 1925 für New Orleans und 1924 für Charleston. Diese Veröffentlichung gibt auch an, dass diese beiden Städte die einzigen mit Bebauungsplänen für einen historischen Distrikt waren, bis Alexandria, Virginia 1946 seine Satzung verabschiedete. Der National Park Service ist offenbar anderer Meinung)
1939 setzte die Stadt San Antonio, Texas eine Satzung in Kraft, durch die das Gebiet von La Villita geschützt wurde, der alte Marktplatz des ursprünglichen mexikanischen Dorfes, aus dem die Stadt sich entwickelte. 1941 wurde die Rechtskraft von örtlichen Baureglementierungen erstmals vor Gericht angefochten. In City of New Orleans v. Pergament (198 La. 852, 5 So. 2d 129 (1941)) entschied ein Berufungsgericht in Louisiana, dass die Kontrolle von Gestaltung und Abrisserlaubnissen innerhalb festgelegter historischer Bezirke zulässig ist. Etwa von der Mitte der 1950er Jahre an wurden solche Reglementierungen, die einst nur auf historische Bezirke angewendet wurden, auch auf individuelle Landmarken erweitert. 1950 bereits hatte der Kongress der Vereinigten Staaten ein Gesetz angenommen, mit dem der Stadtteil Georgetown in Washington, D.C. unter Schutz gestellt wurde. Bis 1965 hatten 51 Gemeinden in den Vereinigten Staaten Denkmalschutzsatzungen angenommen. 1998 verfügten bereits mehr als 2300 Towns, Citys und Villages über solche Richtlinien.

## Definition

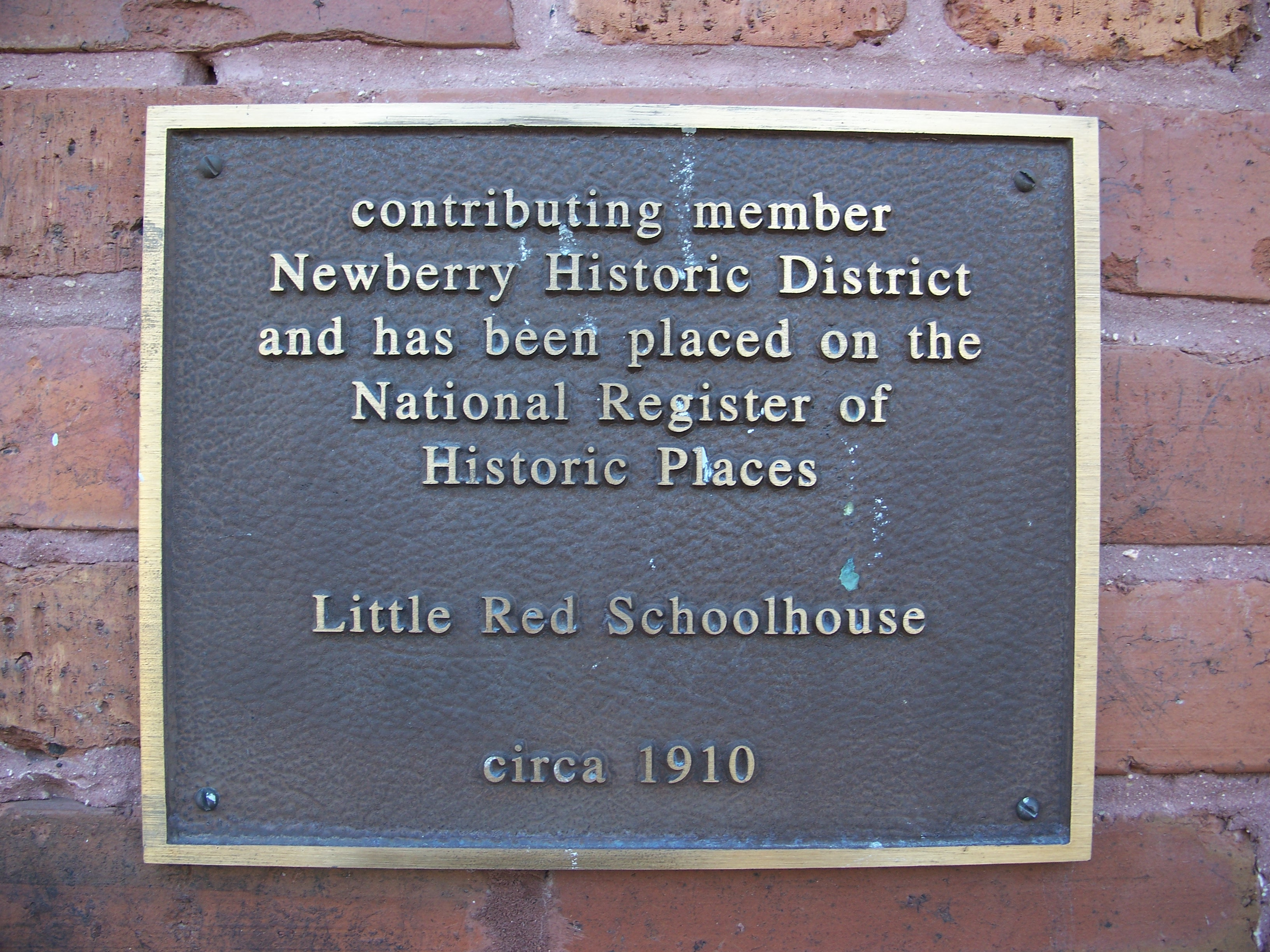
Plakette, mit der das Little Red Schoolhouse als Contributing Property markiert wurde

Contributing Propertys werden definiert durch historische Distrikte oder durch Bebauungspläne, in denen historische Denkmalschutzzonen festgelegt werden, normalerweise auf lokaler Ebene. Solche Bebauungspläne dienen dazu, den historischen Charakter eines Gebietes durch die Kontrolle von Veränderungen bestehender Objekte und Abrissen zu bewahren. In der Gesetzgebung zum Denkmalschutz sind Gebäude, Bauwerke, Objekte oder Stätten beitragend, wenn sie innerhalb eines Distrikts liegen und dessen historischen Qualität, seinen historischen Zusammenhang oder die archäologische Qualität verbessern. Die Definitionen können von Bundesstaat zu Bundesstaat abweichen, aber die Hauptmerkmale sind ähnlich. Ein anderer Schlüsselaspekt ist die historische Integrität des Eigentums. Wesentliche Veränderungen können die Verbindung mit der Vergangenheit zerstören und damit die historische Integrität verschlechtern. Contributing Propertys sind integrale Teile des historischen Zusammenhanges und Charakters eines historischen Bezirks. Sie erfüllen die Anforderungen, die für individuelle Einträge in das National Register of Historic Places gelten und verschaffen die damit verbundenen Vorteile, etwa bei der Einkommensteuer.

## Contributing versus non-contributing

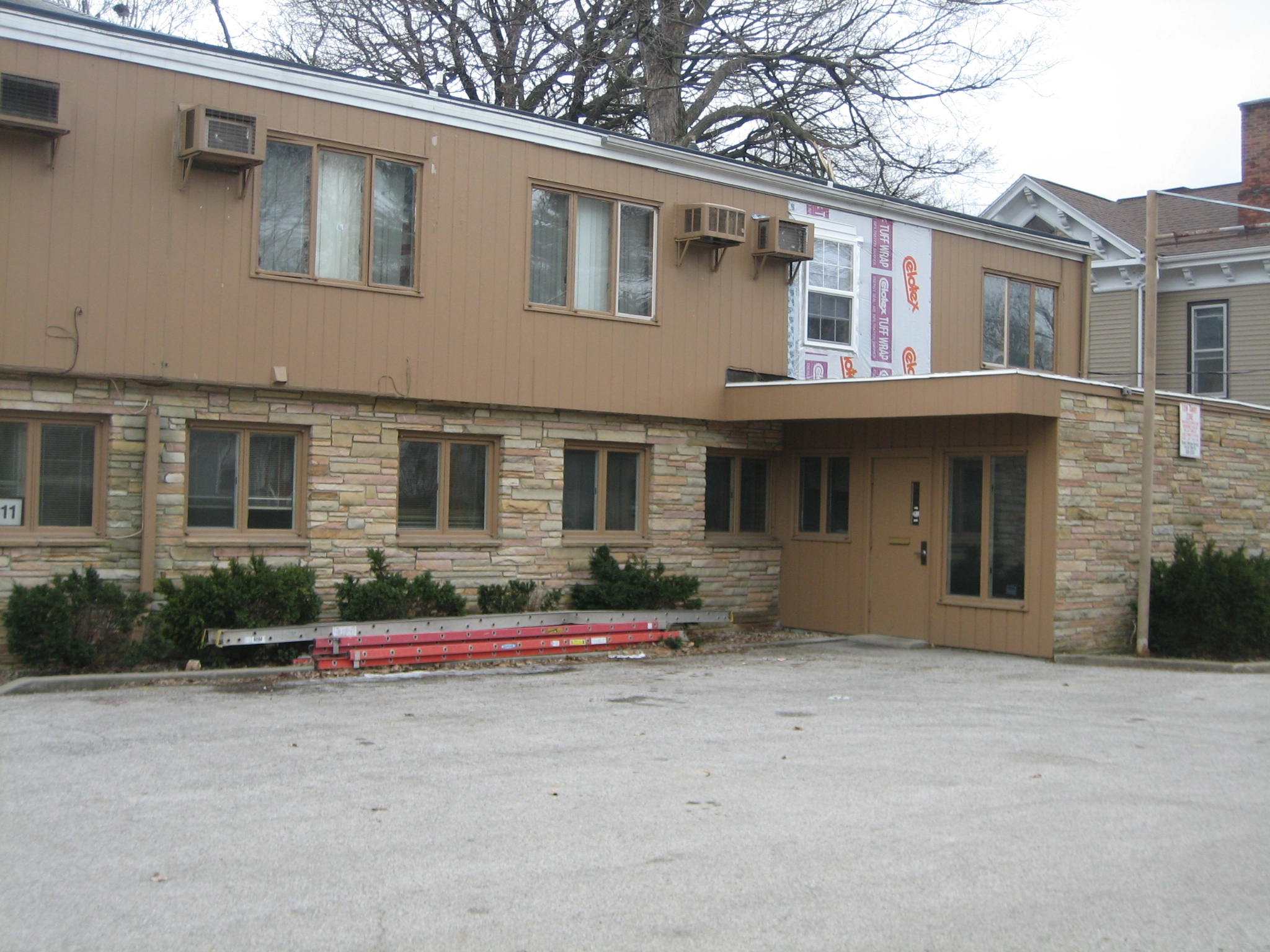
Dieses Krankenhausgebäude im East Grove Street Historic District in Bloomington ist ein Beispiel für ein nicht-beitragendes Eigentum.

Die Abgrenzung zwischen contributing und non-contributing kann unklar sein. Insbesondere bei Einträgen historischer Distrikte in das National Register of Historic Places, die vor 1980 erfolgten, gibt es wenige Vermerke über nicht beitragende Bestandteile. Die State Historic Preservation Offices führen Untersuchungen durch, um den historischen Charakter von Bauten in historischen Bezirken zu beurteilen. Bei nach 1980 in das Register aufgenommenen Bezirken werden üblicherweise die nichtbeitragenden Bestandteile aufgeführt.
Allgemein hilft ein Contributing Property dem historischen Distrikt dazu, als historisch zu gelten. Ein Haus aus dem 19. Jahrhundert im Queen Anne Style, beispielsweise das David Syme House, ist contributing, wogegen eine moderne Tankstelle oder ein Krankenhaus innerhalb der Grenzen des historischen Distrikts dies nicht tut und deswegen non-contributing ist.
Auch als contributing eingestufte historische Gebäude können später non-contributing werden, wenn größere Änderungen vorgenommen werden. So kann manchmal eine neue Fassade die historische Integrität eines Gebäudes schädigen. In manchen Fällen ist diese Schädigung reversibel, in manchen Fällen ist der historische Wert eines Hauses unumkehrbar zerstört.